# Чежия, Ираклий Робертович
Ираклий Робертович Чежия (груз. ირაკლი რობერტის ძე ჭეჟია; род. 22 мая 1992, Гали, Автономная Республика Абхазия) — российский футболист, защитник.

## Биография
Родился 22 мая 1992 года в грузинском городе Гали.
Воспитанник московского «Спартака». Дебютировал в составе дзержинского «Химика» 18 сентября 2012 года в матче второго дивизиона России против смоленского «Днепра». Вместе с командой по итогам сезона-2012/13 вышел в ФНЛ. Во второй половине 2013 года играл за «Химик» в ФНЛ, в следующем году был игроком команд «Калуга» и «Арсенал-2», выступавших дивизионом ниже. В 2015 году играл в Премьер-лиге Армении за «Улисс» (команда заняла 2-е место), после чего вместе с группой игроков команды оказался в «Торпедо» из Армавира — дебютанте ФНЛ. По итогам сезона команда не смогла сохранить место в ФНЛ, и Чежия перебрался в Грузию, где играл за «Шукуру». С 2018 года — в российском клубе «Олимп» Химки.